# Воображаемые сообщества
Воображаемые сообщества — концепция в рамках теории нации, разработанная Бенедиктом Андерсоном в одноимённой книге, в которой тот рассматривает нацию как социально сконструированное сообщество, воображённое людьми, воспринимающими себя как его часть. Первое издание книги Андерсона «Воображаемые сообщества» было выпущено в 1983 году. Второе издание — в 1991 году. На русский язык работа была переведена в 2001 году.

## Обзор
Андерсон отмечает сложность определения нации как понятия и предлагает следующее определение в своей работе: «воображённое политическое сообщество, и воображается оно как что-то неизбежно ограниченное, но в то же время суверенное».
Воображаемое сообщество отличается от реального сообщества, потому что оно не может быть основанным на повседневном общении его участников. Все сообщества крупнее первобытных деревень, объединённых контактом лицом-к-лицу (а может быть, даже и они), — воображаемые. Участники сообщества удерживают в своём сознании ментальный образ своего сходства. Нация является воображённой, «поскольку члены даже самой маленькой нации никогда не будут знать большинства своих собратьев-по-нации, встречаться с ними или даже слышать о них, в то время как в умах каждого из них живёт образ их общности», — отмечает Андерсон.
Эти сообщества являются воображаемыми как нечто ограниченное и вместе с тем суверенное. Ограниченное — потому что нация всегда подразумевает существование других наций. Нация — это не всё человечество, и специфика её феномена именно в противопоставлении другим нациям. Суверенное — потому что нации всегда стремятся к автономии. Залог этой автономии — суверенное государство.
Кроме того, нации являются сообществом, потому что «независимо от фактического неравенства и эксплуатации, которые в каждой нации могут существовать, нация всегда понимается как глубокое, горизонтальное товарищество. В конечном счёте именно это братство на протяжении двух последних столетий дает многим миллионам людей возможность не столько убивать, сколько добровольно умирать за такие ограниченные продукты воображения».

## Природа образования наций
«Сообщества следует различать не по их ложности / подлинности, а по тому стилю, в котором они воображаются», — заключает Андерсон. В главной части своей работы он объясняет природу формирования наций. На рубеже XVIII—XIX веков в Америке и Европе был кризис религиозного мировоззрения, и идея нации стала для людей альтернативой. Книгопечатание стало объединять языки и людей, что также позволило укрепиться идеям отдельных наций, говорящих на разных языках. «И именно эти сочитатели, с которыми они были связаны печатью, образовали в своей секулярной, партикулярной, зримой незримости зародыш национально воображаемого сообщества», — пишет Андерсон.

### Национализм и воображаемые сообщества
Согласно теории воображаемых сообществ Андерсона, основными причинами появления национализма являются снижение важности привилегированного доступа к определённым языкам (таким как латынь) из-за массового увеличения грамотности; движения, направленного на искоренение идей правления посредством божественного права, таких как наследственная монархия; использование печатного станка для продвижения капитализма («сближение капитализма и технологий печати … стандартизация национальных календарей, часов и языка была воплощена в книгах и публикациях ежедневных газет») — всё это явления, происходящие с началом промышленной революции.

### Печатный капитализм
По мнению Андерсона, возникновение наций стало возможно в результате изменившегося восприятия времени (Андерсон ссылается на концепцию «гомогенного и пустого времени» из «Тезисов о философии истории» Вальтера Беньямина) и появления печатного капитализма.
В главе 3 "Истоки национального самосознания" Бенедикт Андерсон рассматривает это подробнее. 
Будучи одной из старейших форм капиталистического предприятия, книгоиздание в полной мере пережило присущий капитализму неугомонный поиск рынков. Первые книгопечатники учредили отделения по всей Европе: «тем самым был создан настоящий «интернационал» издательских домов, презревший национальные [sic] границы».
И в этой трансформации Мартин Лютер был центральной фигурой. Его сочинения составили не менее трети всех книг на немецком языке, проданных с 1518 по 1525 гг. За период с 1522 по 1546 гг. было выпущено в свет 430 полных или частичных изданий его переводов Библии. «Здесь мы впервые сталкиваемся с поистине массовой читательской аудиторией и популярной литературой, доступной каждому». В результате, Лютер стал первым автором бестселлеров, известным в качестве такового. В направлении, указанном Лютером, быстро последовали другие; они развернули колоссальную религиозную пропагандистскую войну, которая охватила в следующем веке всю Европу. В этой титанической «битве за души людей» протестантизм всегда вел себя наступательно, поскольку знал, какую пользу можно извлечь из растущего рынка печатной продукции на родном языке, создаваемого капитализмом. 

### Креольские пионеры
В 4 главе книги Бенедикт Андерсон рассматривает роль новых американских государств конца XVIII — начала XIX вв. Роль этих стран вызывала у Андерсона интерес, поскольку, видимо, почти невозможно объяснить их появление теми двумя факторами, которые — вероятно, из-за прямой их выводимости из европейских национализмов середины века — в немалой степени определили провинциальное европейское понимание подъема национализма. Во-первых, ведём ли мы речь о Бразилии, США или бывших колониях Испании, во всех этих случаях язык не был элементом, дифференцирующим их от соответствующих имперских метрополий. Все они, в том числе США, были креольскими государствами, которые создали и возглавляли люди, имевшие общий язык и общее происхождение с теми, против кого они боролись.

## Контекст
Разработка теории национализма Андерсона связана с его представлением о том, что ни марксистская, ни либеральная теория не способна дать адекватное объяснение этому явлению. Критикуя теорию национализма как теорию, которая опирается на вымысел, Бенедикт Андерсон начал работать над книгой, желая понять природу вооружённых конфликтов между коммунистическими режимами Китая, Вьетнама и Кампучии / Камбоджи в 1978—1979 гг.